# 美國科學促進會
美國科學促進會（英語：American Association for the Advancement of Science，缩写为），創建於1848年9月20日，是世界最大的非營利科學組織，下設21個專業分會，所涉包括數學、物理学、化學、天文学、地理学、生物学等自然科學学科。現有265個分支機構和1000萬成員。《科學》雜誌的主辦者、出版者。

## 历任主席
美国科学促进会每年选举一位科学家成为下一年度的主席。其中华裔科学家黄诗厚、朱棣文分别担任过2011年和2020年的美国科学促进会主席。

## 出版物
- 《科學》，學術雜誌，由美國科學促進會出版。
- 《科學轉化醫學期刊》（Science Translational Medicine）

## 外部連結
- （英文）AAAS Home | American Association for the Advancement of Science （页面存档备份，存于）
- （英文）1973 Constitution of the AAAS （页面存档备份，存于）
- （英文）EurekAlert! （页面存档备份，存于）